# Artur Rättel
Artur Rättel (Pärnu, 8 febbraio 1993) è un ex calciatore estone, di ruolo attaccante.

## Carriera
Ha giocato in massima serie con la maglia del Levadia Tallinn.

## Palmarès

### Club

#### Competizioni nazionali
- Supercoppa d'Estonia: 4

Levadia Tallinn: 2010, 2013, 2015
Infonet: 2017
- Coppa d'Estonia: 4

Levadia Tallinn: 2009-2010, 2011-2012, 2013-2014
Infonet: 2016-2017
- Campionato estone: 3

Levadia Tallinn: 2013, 2014
Infonet: 2016